# Махнів Старий
Махнів Старий (пол. Machnów Stary; укр. Махнів) — осада (селище) у Польщі, у гміні Любича-Королівська Томашівського повіту Люблінського воєводства.

## Історія
На 1 січня 1939 року в селі мешкало 1360 осіб, з них 1290 українців-греко-католиків і 70 євреїв.
Після Другої світової війни село опинилося у складі Польщі. Корінне українське населення примусово-добровільно вивозилося в СРСР. 26-30 червня 1947 року під час операції «Вісла» польська армія виселила з Махнова на щойно приєднані до Польщі північно-західні терени 214 українців.

## Особистості

### Народилися
- Степан Степан Васильович (1938—2017) — український оперний співак.